# Los Lunas
Los Lunas es una villa ubicada en el condado de Valencia en el estado estadounidense de Nuevo México. En el Censo de 2010 tenía una población de 14 835 habitantes y una densidad poblacional de 391,24 personas por km². 
Es la capital y la ciudad más importante del condado de Valencia.
El nombre de la ciudad hace referencia a la familia "Luna", que originalmente se estableció en el área, dando origen a la ciudad.

## Geografía
Los Lunas se encuentra ubicada en las coordenadas 34°48′25″N 106°45′52″O / 34.80694, -106.76444. Según la Oficina del Censo de los Estados Unidos, Los Lunas tiene una superficie total de 37,92 km², de la cual 37,90 km² corresponden a tierra firme y 0,02 km² (0,04 %) es agua.

## Demografía
Según el censo de 2010, había 14 835 personas residiendo en Los Lunas. La densidad de población era de 391,24 hab./km². De los 14 835 habitantes, Los Lunas estaba compuesto por el 72,13 % blancos, el 1,98 % eran negros, el 2,51 % eran amerindios, el 0,82 % eran asiáticos, el 0,12 % eran isleños del Pacífico, el 18,21 % eran de otras etnias y el 4,24 % pertenecían a dos o más grupos. Del total de la población, el 57,92 % eran hispanos o latinos de cualquier etnia.